# Robert P. Thomas
Robert Paul Thomas (nacido el 23 de agosto de 1938) es un economista e historiador económico estadounidense, conocido por su colaboración con Douglass C. North en el libro *The Rise of the Western World: A New Economic History* (1973), una obra influyente en el campo de la historia económica. Thomas fue profesor asociado en el Departamento de Economía de la Universidad de Washington en Seattle, donde se especializó en historia económica, desarrollo económico y organización industrial.

### Educación y carrera académica
Thomas obtuvo su licenciatura (B.A.) en Economía en el Carleton College en 1960, graduándose con distinción. Continuó sus estudios en la Universidad Northwestern, donde obtuvo su maestría (M.A.) en 1963 y su doctorado (Ph.D.) en 1965. Su tesis doctoral, titulada *"An Analysis of the Pattern of Growth of the Automobile Industry, 1895-1929"*, refleja su interés temprano en la historia industrial y el desarrollo económico.
A lo largo de su carrera, Thomas recibió varias becas y premios, incluyendo la beca Sears Foundation en Northwestern y la beca Rovensky en Historia Económica. También recibió financiación de la National Science Foundation para sus investigaciones, muchas de las cuales realizó en colaboración con Douglass North.

### Contribuciones académicas
Thomas es un académico prolífico, con numerosas publicaciones en revistas especializadas y libros. Sus investigaciones se centraron en temas como la historia económica de Estados Unidos, el impacto de las políticas imperiales británicas en las colonias, el crecimiento económico en el mundo occidental y el papel de los derechos de propiedad en el desarrollo económico. Junto con Douglass North, desarrolló teorías innovadoras sobre el crecimiento económico y la revolución económica, que fueron ampliamente discutidas en el campo de la historia económica.
Además de *The Rise of the Western World*, Thomas coescribió *The Economic Growth of the United States to 1860: A Documentary History* (1972) con North, y publicó varios libros y artículos sobre temas como la industria automotriz, la esclavitud y el comercio internacional.

### Carrera profesional y servicio universitario
Thomas comenzó su carrera como profesor en la Universidad de Washington en 1963, donde ascendió de profesor asistente a profesor asociado en 1969. Además de su labor académica, Thomas también desempeñó roles administrativos, como miembro del Consejo de la Facultad sobre Estándares Académicos y del Senado de la Facultad. También fue profesor visitante en el Carleton College en 1984.
Entre 1981 y 1983, Thomas se alejó temporalmente de la academia para servir como Director Legislativo del Senador Slade Gorton en el Senado de los Estados Unidos, donde probablemente aplicó su experiencia en políticas económicas y desarrollo.

### Conferencias y participación académica
Thomas participó activamente en conferencias académicas, incluyendo la Business History Conference, la Economic History Association Conference y la Cliometric Conference. También fue invitado a discutir y presentar en eventos organizados por la American Economic Association y otras instituciones destacadas.

### Legado
Robert P. Thomas es recordado por sus contribuciones al campo de la historia económica, particularmente por su trabajo en colaboración con Douglass North, con quien desarrolló teorías que ayudaron a entender el crecimiento económico y el desarrollo institucional en el mundo occidental.